# Halichoeres stigmaticus
Halichoeres stigmaticus là một loài cá biển thuộc chi Halichoeres trong họ Cá bàng chài. Loài này được mô tả lần đầu tiên vào năm 1982.

## Từ nguyên
Tính từ định danh stigmaticus trong tiếng Latinh có nghĩa là "có dấu", hàm ý đề cập đến đốm đen chữ U nổi bật ở thân trên của cá đực.

## Phạm vi phân bố và môi trường sống
H. stigmaticus có phạm vi phân bố giới hạn ở vịnh Ả Rập và vịnh Oman, ngoài ra còn được tìm thấy tại Socotra. H. stigmaticus sống trên các rạn san hô viền bờ có nhiều đá vụn và bờ biển đá ở độ sâu đến ít nhất là 25 m.

## Mô tả
H. stigmaticus có chiều dài cơ thể lớn nhất được ghi nhận là 13 cm. Vây đuôi hơi bo tròn ở cả cá đực và cá cái. Cá cái và cá con có màu trắng với 2 dải sọc màu vàng nâu/nâu đỏ dọc theo lưng và đường bên (kết thúc bởi một đốm đen ở gốc vây đuôi). Cá đực có màu vàng ở lớp vảy nửa thân trên (được viền xanh lam nhạt), chuyển sang màu trắng ở bụng và thân dưới. Vảy màu vàng, cạnh viền màu xanh lam. Có một vệt đen chữ U ở thân trên (nằm ở vị trí chóp vây ngực khi vây áp vào thân). Có một đốm màu xanh lam tươi ở màng vây phía trước vây lưng và màu vàng ở màng vây thứ hai.
Số gai ở vây lưng: 9; Số tia vây ở vây lưng: 12; Số gai ở vây hậu môn: 3; Số tia vây ở vây hậu môn: 11–13; Số gai ở vây bụng: 1; Số tia vây ở vây bụng: 5.

## Sinh thái học
Thức ăn của H. stigmaticus là các loài thủy sinh không xương sống. Chúng sống đơn độc hoặc có thể hợp thành một nhóm nhỏ.